# Seven Femenino de Madrid 2021 (segunda edición)
El Seven de Madrid del 2021 fue la segunda edición del torneo de rugby 7 femenino organizado por la Federación Española de Rugby y auspiciado por World Rugby.
Se disputó entre el 27 y 28 de febrero en las instalaciones del Estadio Nacional Complutense de Madrid, España.
El torneo se disputó con la finalidad de retomar la acción de los seleccionados y servir como preparación para los Juegos Olímpicos de Tokio.

## Equipos participantes
- España
- Estados Unidos
- Francia (se retiraron del torneo).
- Kenia
- Polonia
- Rusia

## Resultados
| Pos. | Equipo         | Encuentros | Encuentros | Encuentros | Encuentros | Tantos  | Tantos    | Tantos     | Puntos |
| Pos. | Equipo         | jugados    | ganados    | empatados  | perdidos   | a favor | en contra | diferencia | Puntos |
| ---- | -------------- | ---------- | ---------- | ---------- | ---------- | ------- | --------- | ---------- | ------ |
| 1    | Rusia          | 3          | 3          | 0          | 0          | 77      | 5         | +72        | 9      |
| 2    | Kenia          | 3          | 1          | 0          | 2          | 37      | 39        | -2         | 3      |
| 3    | España         | 4          | 1          | 0          | 3          | 27      | 107       | -80        | 3      |
| 4    | Polonia        | 4          | 1          | 0          | 3          | 31      | 120       | -89        | 3      |
| 5    | Estados Unidos | 2          | 2          | 0          | 0          | 94      | 5         | +89        | 6      |

Nota: Se otorgan 3 puntos al equipo que gane un partido, 2 al que empate y 1 al que pierda
|  | Se retiró del torneo. |

### Partidos

#### Primer día
| 27 de febrero | Rusia | 17 - 5 | Kenia |  |  |

| 27 de febrero | Estados Unidos | 32 - 5 | España |  |  |

| 27 de febrero | España | 0 - 34 | Rusia |  |  |

| 27 de febrero | Estados Unidos | 62 - 0 | Polonia |  |  |

| 27 de febrero | España | 0 - 22 | Kenia |  |  |

| 27 de febrero | Polonia | 0 - 26 | Rusia |  |  |

#### Segundo día
- Estados Unidos se retiró del segundo día como medida preventiva debido a casos de COVID-19 en los otros seleccionados.

| 28 de febrero | Rusia | Cancelado | Estados Unidos |  |  |

| 28 de febrero | Kenia | 10 - 12 | Polonia |  |  |

| 28 de febrero | Estados Unidos | Cancelado | Kenia |  |  |

| 28 de febrero | España | 22 - 19 | Polonia |  |  |

## Fase Final

### Final tercer puesto
| 28 de febrero | Polonia | 19 - 17 | España |  |  |

### Final
| 28 de febrero | Rusia | 17 - 0 | Kenia |  |  |

| Bandera de Rusia |
| Campeón Rusia    |
| Segundo título   |